# رگ لوئیس
رج لوئیس (انگلیسی: Reg Lewis؛ ۷ مارس ۱۹۲۰ – ۱۹۹۷) یک بازیکن فوتبال اهل بریتانیا بود.